# یان کارلسون (کشتی‌گیر)
یان کارلسون (سوئدی: Jan Karlsson؛ زادهٔ ۱۲ نوامبر ۱۹۴۵) کشتی‌گیر اهل سوئد بود.
وی در مسابقات کشوری و بین‌المللی در مجموع برندهٔ ۱ مدال طلا، ۴ مدال نقره، ۴ مدال برنز شده‌است.